# از مقعد به دهان

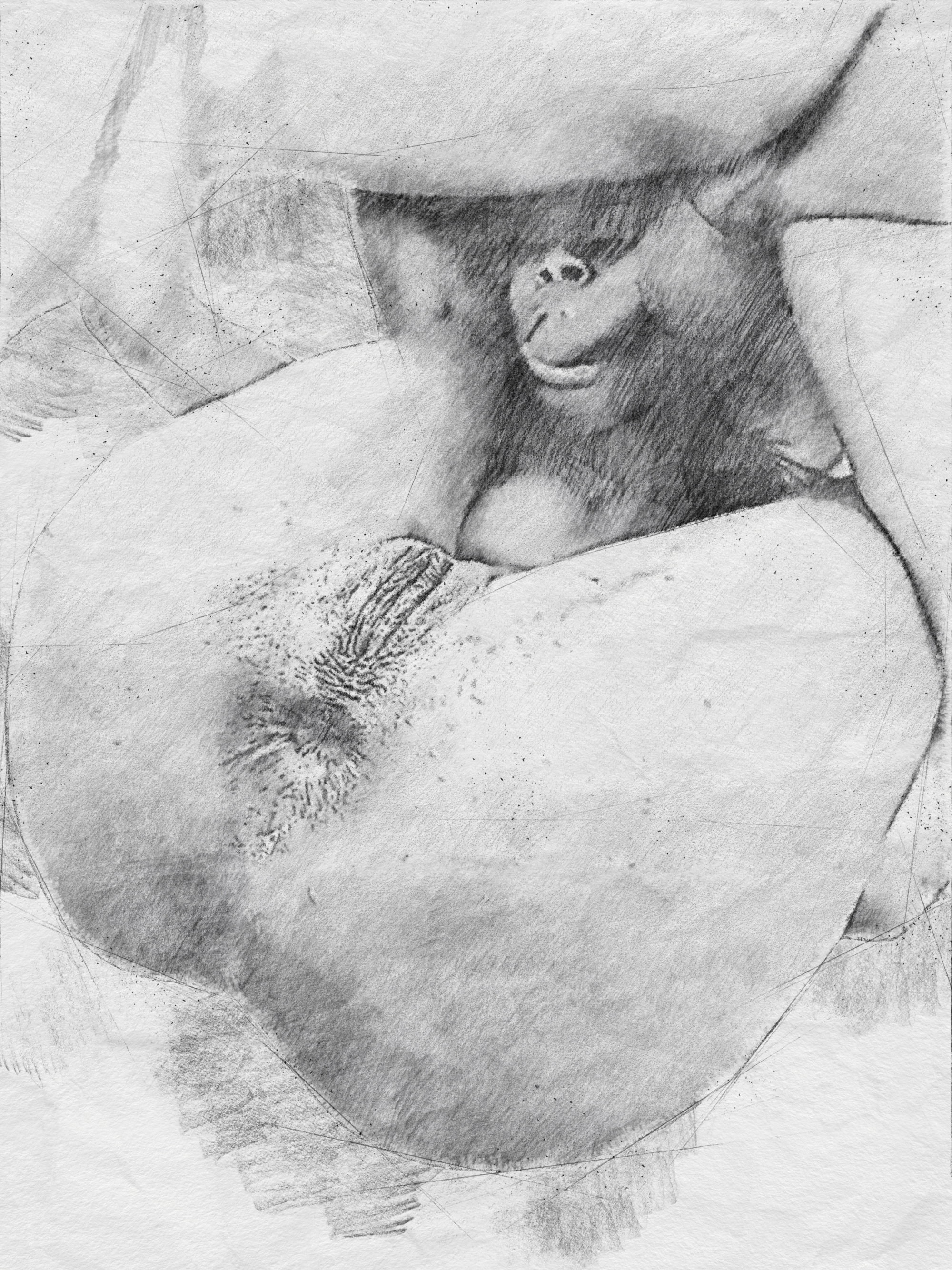
نقاشی از مقعد به دهان

از مقعد به دهان (به انگلیسی: Ass to mouth) اصطلاحی است به این معنا که شخص در هنگام عمل جنسی آلت نری خود را از مقعد بیرون کشیده و بلافاصله در دهان شریک مفعول یا شخص دیگری می‌گذارد. از مقعد به مهبل نیز اصطلاحی مشابه‌است برای اشاره به فروکردن آلت در فرج زن پس از بیرون کشیدن آن از مقعد. این اصطلاحات از سال ۱۹۹۵ میلادی رایج گشت.

## مسائل بهداشتی
با وجود خطرات این کار از نظر بیماری‌زا بودن این عمل به یکی از رایج‌ترین صحنه‌های جنسی در فیلم‌های پورن تبدیل گشت که آن را عملی لذت‌بخش توصیف می‌کند. قابل ذکر می‌باشد که بزاق ترشحی دهانی هر فرد باز هم نسبت به ترشحات عفونی خود شخص قابلیت ایستادگی را ندارد و قطعاً پیش‌فاکتورهای اصلی عامل عفونی‌زا به مجاری دستگاه گوارشی راه پیدا خواهند کرد و خطر این روش بسیار زیاد می‌باشد و ریسک ناشی از آن بر عهدهٔ فرد مفعول قرار خواهد گرفت.

## شیوه انجام
اغلب در صنعت پورن، شخص مفعول قبل از فیلم‌برداریِ سکانس، اِنِما و تخلیه روده انجام می‌دهد. هرچند انجام انما، به علت عدم ظاهر شدن ذرات مدفوع در حین رابطه جنسی و فیلم‌برداری می‌باشد و انما نمی‌تواند جلوی انتقال بیماری را بگیرد.